# Mancha (Francia)
Mancha (50; en francés: Manche) es un departamento francés, uno de los cinco que integran desde el 1 de enero de 2016 la región de Normandía (hasta ese momento parte de la desaparecida región de Baja Normandía). Se localiza en la península de Cotentin y su nombre proviene del brazo de mar epónimo que la rodea por el oeste, el norte y el este.
Limita al norte y al oeste con el canal de la Mancha, al sur con las regiones de País del Loira y Bretaña, al este con Calvados y Orne (en la región de Baja Normandía).
Los habitantes del departamento de la Mancha reciben, en idioma francés, los gentilicios de manchots y manchois.

## Historia
El departamento de la Mancha fue creado en 1790 por la unión de diferentes regiones de la antigua región de Normandía (Coutançais, Avranchin, Bocage). Poblada desde la prehistoria, estos territorios estaban ocupados por las tribus galas de los unelles y los abrincates durante la conquista de Julio César en el año 56 a. C. Incorporados a la segunda Lionesa, fueron organizados en ciudades (Coutances, Avranches). En el siglo V estuvo sometida por los francos que la unen a Neustria mientras desarrollan allí el cristianismo.
A partir del siglo IX los vikingos, llamados normandos ("hombres del norte"), se implantan en Cotentin, donde se enfrentan a los bretones, que eran los dueños de la península. En 911, tras el tratado de Saint-Clair-sur-Epte, Rollón, jefe de los normandos, se convierte al cristianismo y recibe del rey franco la Alta Normandía. En 933 su hijo, Guillaume Longue-Epée se hace con las diócesis de Coutances y Avranches que incorpora a su ducado de Normandía, unido más tarde a Inglaterra por Guillermo el Conquistador. Desde entonces comienza una lucha franco-inglesa por las posesiones de los reyes de Inglaterra en territorio francés, entre los cuales se encuentra el Cotentin. En 1214, Felipe Augusto gana la batalla de Bouvines frente al rey Juan I de Inglaterra que le cede Normandía. En el siglo XIV la región fue reclamada sin éxito por el rey Carlos II de Navarra, aliado de los ingleses. Tuvo que esperar hasta el final de la guerra de los Cien Años en 1450 para ser definitivamente francesa. 
En el siglo XX, el 6 de junio de 1944, fue escenario del desembarco de Normandía, una de las más importantes operaciones militares de la Segunda Guerra Mundial, y que culminó con la liberación de Francia.

## Geografía
- Limita al norte con el canal de la Mancha, al este con el mismo canal y los departamentos de Calvados y Orne, al sur con Mayenne e Ille y Vilaine, y al oeste de nuevo con el Canal, frente a las islas Anglonormandas.
- Se dividen tres regiones: al norte, la península de Cotentin, aislada por el mar y las dislocaciones de la Era Terciaria, y formada por materiales antiguos. Al centro, entre Lessay y Carentan, se extiende una zona deprimida con altitudes inferiores a 50 m. Antiguamente pantanosa, sirve en la actualidad como ricos pastos. Al sur el relieve se vigoriza en las colinas del Bocage, donde la altitud sube hasta su punto culminante: 368 m en Saint-Martin-de-Chaulieu.
- Las costas presentan aspectos variados: al norte es rocosa y accidentada, barrida por violentas corrientes marinas; la costa oriental corresponde a un pequeño golfo marino plagado de aluviones; la costa occidental, cubierta de dunas, conoce mareas rápidas e importantes.
- El clima, dulce y húmedo, se caracteriza por vientos del oeste, pluviosidad importante y escasas heladas.

## Demografía
| 1801    | 1831    | 1841    | 1851    | 1856    | 1861    | 1866    |
| ------- | ------- | ------- | ------- | ------- | ------- | ------- |
| 530 631 | 591 284 | 597 334 | 600 882 | 595 202 | 591 421 | 573 899 |
| 1872    | 1876    | 1881    | 1886    | 1891    | 1896    | 1901    |
| 544 776 | 539 910 | 526 377 | 520 865 | 513 815 | 500 052 | 491 372 |
| 1906    | 1911    | 1921    | 1926    | 1931    | 1936    | 1946    |
| 487 443 | 476 119 | 425 512 | 431 367 | 433 473 | 438 539 | 435 468 |
| 1954    | 1962    | 1968    | 1975    | 1982    | 1990    | 1999    |
| 446 860 | 446 878 | 451 939 | 451 662 | 465 948 | 479 636 | 481 471 |

La Mancha es un departamento rural. Exceptuando Cherbourg y su aglomeración, su territorio se compone de pueblos y pequeñas ciudades cuya actividad principal es el comercio.
Las principales ciudades del departamento son (datos del censo de 1999):
- Cherbourg-Octeville: 42 318 habitantes, 89 704 en la aglomeración.
- Saint-Lô: 20 090 habitantes, 25 462 en la aglomeración.

## Economía
Predomina la agricultura, especialmente la ganadería, que ha sustituido a los cereales. La Mancha es de esta forma el primer productor lechero de Francia, el segundo de carne de ternera. La actividad industrial es secundaria y local (textil, calzados, astilleros, industrias alimentarias). La pesca, el tráfico marino y el turismo animan el litoral.

## Patrimonio
Las bellezas artísticas complementan las bellezas naturales. Los monumentos megalíticos, menhires y dólmenes, son la prueba de una vida activa en el Neolítico. Destacan también las ruinas romanas de las termas galo-romanas de Valognes, algunas necrópolis merovingias, restos del baptisterio paleocristiano de Portbail y vestigios vikingos de Hague-Dyke. El Cotentin ha visto construir numerosas iglesias y abadías, muchas de las cuales no han resistido al paso de los años. Sin embargo el monumento más importante, que ha hecho el renombre de la Mancha, es el Monte Saint-Michel, un conjunto abacial de la Edad Media.